# GateHouse Media
GateHouse Media, anciennement Liberty Group Publishing, est une entreprise de presse américaine, basée à Fairport dans l'État de New York et créée en 1997. 

## Histoire
Le 27 septembre 2013, elle a été placée sous le Chapitre 11 de la loi sur les faillites, alors que le 4 septembre 2013, elle rachète Dow Jones Local Media Group et ses 33 journaux locaux, pour 86 millions de dollars.
En août 2019,  Gannett annonce avoir reçu une offre de fusion avec GateHouse Media, valorisant Gannett à 1,4 milliard de dollars.